# ماتشيت هيرنغ كو
ماتشيت هيرنغ كو (بالإنجليزية: Matchett Herring Coe)‏ هو نحات أمريكي، ولد في 1907، وتوفي في 1999.